# Benareby
Benareby er en bebyggelse i Härryda kommun i Västra Götalands län i Sverige beliggende sydøst for Mölnlycke. Frem til 2015 betragtede SCB området som et byområde og en separat småort, Benareby (södra delen). Fra 2015 indgår området som en del af byområdet Mölnlycke.
Benareby ligger mellem søerne Nordsjön, Yxsjön, Finnsjön og Gravsjön.
I Benareby findes ud over ældre bondegårde mange tidligere fritidshuse som i dag er beboet permanent.
Historisk har Benareby været kendt for produktion af trætønder, primært til fiskebearbejdningsindustrien. Bødkertraditionen har levet videre ind i vores tid.

## Administrativ historik
Benareby og størstedelen af Hyltan tilhører historisk set Landvetters socken, men blev i 1948 overført til Råda socken. En undtagelse er Västra Hyltan, som også tidligere hørte til Råda socken.
Åbydalen var frem til 1992 en såkaldt eksklave i Fässbergs socken og Mölndals kommun. Grunden til dette var at marken for flere hundrede år siden tilfaldt bønderne i Åby i Fässbergs socken som kompensation for at en mand derfra blev dræbt i Råda.